# Montarville (circonscription provinciale)
Circonscription électorale provinciale du Canada
Montarville est une circonscription électorale provinciale du Québec située dans la région de la Montérégie. Elle a été créée lors de la réforme de la carte électorale de 2011.
En 2012 et en 2018, la circonscription a enregistré le plus haut taux de participation aux élections de la province.En  2016, Montarville était la circonscription avec le plus haut revenu médian du Québec, avec 98 000$ par ménage.

## Historique
La circonscription de Montarville est créée lors de la réforme de la carte électorale de 2011. Elle est composée d'électeurs de deux circonscriptions : Marguerite-D'Youville, qui disparaît alors (30 414 électeurs), et Chambly (18 535 électeurs). Elle a élu son premier député lors des élections générales québécoises de 2012.
Elle est nommée en l'honneur de la Seigneurie de Montarville, créée en 1710 par Pierre Boucher de Boucherville sur le site du Mont Saint-Bruno et ses alentours à l'époque de la Nouvelle-France.

## Territoire et limites
La circonscription comprend les villes de Saint-Bruno-de-Montarville et de Boucherville, en Montérégie. Ces deux villes font partie de l'agglomération de Longueuil.

## Liste des députés
| Législature                                               | Années       | Député | Député       | Parti            |
| --------------------------------------------------------- | ------------ | ------ | ------------ | ---------------- |
| Montarville Créée depuis Chambly et Marguerite-D'Youville |              |        |              |                  |
| 40e                                                       | 2012–2014    |        | Nathalie Roy | Coalition avenir |
| 41e                                                       | 2014–2018    |        | Nathalie Roy | Coalition avenir |
| 42e                                                       | 2018–2022    |        | Nathalie Roy | Coalition avenir |
| 43e                                                       | 2022–présent |        | Nathalie Roy | Coalition avenir |

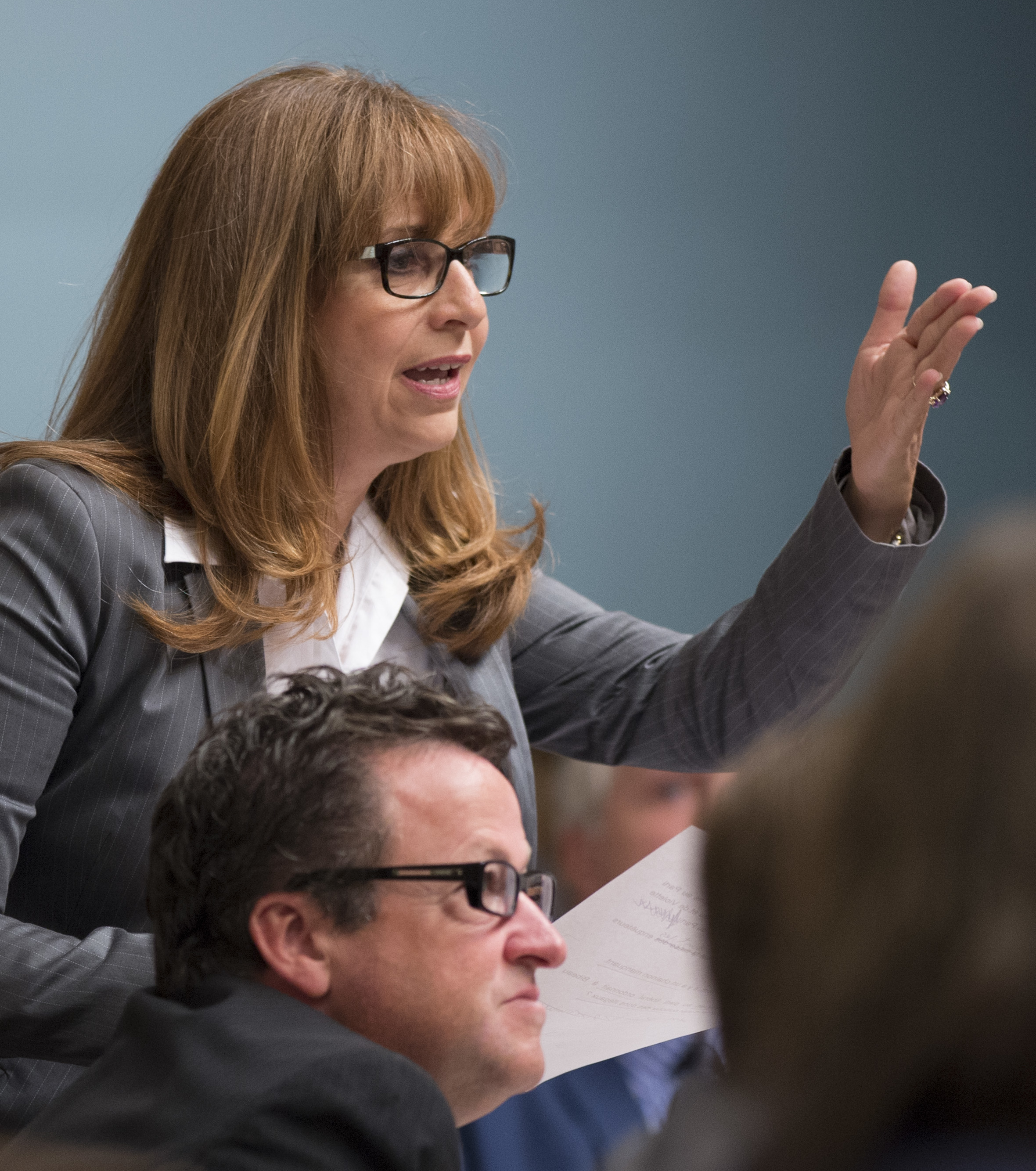
Nathalie Roy est députée de Montarville depuis 2012 pour la Coalition Avenir Québec.

## Résultats électoraux
|                                                                                               | Nom                      | Parti            | Nombre de voix | %      | Maj.   |
| --------------------------------------------------------------------------------------------- | ------------------------ | ---------------- | -------------- | ------ | ------ |
|                                                                                               | Nathalie Roy (sortante)  | Coalition avenir | 19 045         | 45,9 % | 11 292 |
|                                                                                               | Daniel Michelin          | Parti québécois  | 7 753          | 18,7 % | -      |
|                                                                                               | Marie-Christine Veilleux | Québec solidaire | 6 741          | 16,2 % | -      |
|                                                                                               | Lucie Gagnon             | Libéral          | 5 090          | 12,3 % | -      |
|                                                                                               | Evans Henry              | Conservateur     | 2 124          | 5,1 %  | -      |
|                                                                                               | Jeanne Dufour            | Vert             | 601            | 1,4 %  | -      |
|                                                                                               | Isadora Lamouche         | Climat Québec    | 134            | 0,3 %  | -      |
| Total                                                                                         | Total                    | Total            | 41 488         | 100 %  |        |
| Le taux de participation lors de l'élection était de 78,6 % et 339 bulletins ont été rejetés. |                          |                  |                |        |        |

|                                                                                               | Nom                     | Parti            | Nombre de voix | %      | Maj.  |
| --------------------------------------------------------------------------------------------- | ----------------------- | ---------------- | -------------- | ------ | ----- |
|                                                                                               | Nathalie Roy (sortante) | Coalition avenir | 17 368         | 41,1 % | 7 070 |
|                                                                                               | Ludovic Grisé Farand    | Libéral          | 10 298         | 24,4 % | -     |
|                                                                                               | Daniel Michelin         | Parti québécois  | 6 820          | 16,1 % | -     |
|                                                                                               | Caroline Charette       | Québec solidaire | 6 716          | 15,9 % | -     |
|                                                                                               | Lise Roy                | NPD Québec       | 836            | 2 %    | -     |
|                                                                                               | Jean Dury               | Bloc pot         | 214            | 0,5 %  | -     |
| Total                                                                                         | Total                   | Total            | 42 252         | 100 %  |       |
| Le taux de participation lors de l'élection était de 80,4 % et 599 bulletins ont été rejetés. |                         |                  |                |        |       |

|                                                                                               | Nom                     | Parti            | Nombre de voix | %      | Maj.  |
| --------------------------------------------------------------------------------------------- | ----------------------- | ---------------- | -------------- | ------ | ----- |
|                                                                                               | Nathalie Roy (sortante) | Coalition avenir | 14 999         | 35 %   | 1 607 |
|                                                                                               | Jacques Gendron         | Libéral          | 13 392         | 31,3 % | -     |
|                                                                                               | Simon Prévost           | Parti québécois  | 11 268         | 26,3 % | -     |
|                                                                                               | Jean Marc Ostiguy       | Québec solidaire | 2 845          | 6,6 %  | -     |
|                                                                                               | Anthony van Duyse       | Option nationale | 301            | 0,7 %  | -     |
| Total                                                                                         | Total                   | Total            | 42 805         | 100 %  |       |
| Le taux de participation lors de l'élection était de 83,2 % et 505 bulletins ont été rejetés. |                         |                  |                |        |       |

|                                                                                               | Nom                    | Parti            | Nombre de voix | %      | Maj.  |
| --------------------------------------------------------------------------------------------- | ---------------------- | ---------------- | -------------- | ------ | ----- |
|                                                                                               | Nathalie Roy           | Coalition avenir | 16 083         | 35,7 % | 1 908 |
|                                                                                               | Monique Richard        | Parti québécois  | 14 175         | 31,5 % | -     |
|                                                                                               | Nicole Girard          | Libéral          | 11 020         | 24,5 % | -     |
|                                                                                               | David Fortin Côté      | Québec solidaire | 2 010          | 4,5 %  | -     |
|                                                                                               | Luc Lapierre-Pelletier | Option nationale | 877            | 1,9 %  | -     |
|                                                                                               | Dominique Robitaille   | Vert             | 633            | 1,4 %  | -     |
|                                                                                               | Claude Leclair         | Conservateur     | 205            | 0,5 %  | -     |
| Total                                                                                         | Total                  | Total            | 45 003         | 100 %  |       |
| Le taux de participation lors de l'élection était de 87,7 % et 381 bulletins ont été rejetés. |                        |                  |                |        |       |

À l'élection générale de 2012, le taux de participation dans Montarville était de 87,66 %. Ce taux est le plus élevé au Québec pour cette élection.